# Blij Blijven
Blij blijven is een Nederlandse revue van Joop van den Ende Theaterproducties met André van Duin, Frans van Dusschoten en Conny Vink, die werd opgevoerd in het theaterseizoen 1972-1973. Onder andere met gastoptredens van Duo El Mondo (Ben en Gizella) met een rolschaatsact.

## Achtergrond
Na het succes van de vorige revue 'n Lach in de Ruimte, die op verzoek van het publiek één seizoen langer dan gepland doorging en met een door het publiek met succes ontvangen theaterdebuut voor André van Duin, wilde Joop van den Ende het succes evenaren met de nieuwe revue Blij Blijven. Hoewel ook deze revue goed werd ontvangen, was het succes niet groot genoeg om deze, net als de vorige revue, een seizoen langer te laten spelen. Daarom dat Blij Blijven maar 1 seizoen opgevoerd werd en vanaf 1973 werd opgevolgd door de revue Dag Dag Heerlijke Lach, die het succes wél wist te evenaren. Op televisie wist de revue de Gouden Televizierring 1975 binnen te slepen.

## Rolverdeling
- André van Duin
- Frans van Dusschoten
- Conny Vink
- Duo El Mondo (Ben en Gizella)

## Programma
Acte I
- Blij blijven - Proloog
- Grapje per sekonde - Openingssketch
- Kamer 100 - Sketch
- Ben en Gizella - Rolschaats act
- Het hart eener deerne - Lied
- Frans van Dusschoten - Parodieën
- Kort en gek - Korte sketches
- Conny Vink - Solo
- Het leven is raar - Lied
- Die goeie ouwe tijd - Demi-finale

Acte II
- Zuilenleed - Sketch
- Duo El Mondo - Acrobatische dansact
- Het jachtavontuur - Sketch
- Hotel de Botel - Sketch
- André van Duin - Solo
- Afscheid van het hooggeëerd publiek - Finale

## Trivia
- In 1972 zondt de NCRV een tv registratie uit van deze revue.